# فیلم‌شناسی یو جین گو
یو جین گو (کره‌ای: 여진구؛ زادهٔ ۱۳ اوت ۱۹۹۷) بازیگر اهل کره جنوبی است. یو جین گو حرفهٔ بازیگری خود را به عنوان بازیگر کودک در فیلم داستان غم‌انگیز (۲۰۰۵) آغاز کرد. او لقب «برادر کوچک ملت» را به دست آورد زمانیکه به عنوان نقش جوانی شخصیت‌های اصلی در فیلم‌ها و مجموعه‌های تلویزیونی مانند یک گل یخ‌زده (۲۰۰۸)، غول (۲۰۱۰)، افسانه خورشید و ماه (۲۰۱۲)، و دلم برات تنگ شده (۲۰۱۲)، ایفای نقش می‌کرد. او به خاطر نقش اصلی در تریلر اکشن هوایی: یک پسر هیولا (۲۰۱۳)، شناخته می‌شود که به خاطر آن برندهٔ بهترین بازیگر تازه‌کار مرد در جوایز فیلم اژدهای آبی شد.
از آن پس، او نقش اصلی در فیلم‌های به قلبم شلیک کن (۲۰۱۵)، راه طولانی خانه (۲۰۱۵)، جنگجویان سپیده‌دم (۲۰۱۷) ایفا کرده است. او همچنین در مجموعه‌های تلویزیونی مربای پرتقال (۲۰۱۵)، قمارباز سلطنتی (۲۰۱۶)، چرخه (۲۰۱۷)، دنیاهای بهم پیوسته (۲۰۱۷)، دلقک تاجدار (۲۰۱۹)، دوست‌پسر مطلق من (۲۰۱۹)، هتل دل لونا (۲۰۱۹) و فراتر از شیطان (۲۰۲۱) ایفای نقش کرده است.

## فیلم
| سال  | عنوان                    | نقش                | توضیحات              | منابع  |
| ---- | ------------------------ | ------------------ | -------------------- | ------ |
| ۲۰۰۵ | داستان غم‌انگیز           | پارک هی چان        |                      | [ ۳ ]  |
| ۲۰۰۶ | سا کوانگ                 | پسر جوان           |                      |        |
| ۲۰۰۶ | No Mercy for the Rude    | جوانی قاتل         |                      | [ ۴ ]  |
| ۲۰۰۷ | رقص اژدها                | جوانی کوان ته سان  |                      | [ ۵ ]  |
| ۲۰۰۸ | سانتاماریا               | کانگ دا سونگ       |                      | [ ۶ ]  |
| ۲۰۰۸ | عتیقه                    | جوانی کیم جین هیوک |                      | [ ۴ ]  |
| ۲۰۰۸ | یک گل یخ‌زده              | جوانی هونگ ریم     |                      |        |
| ۲۰۱۳ | اسکای فورس ۳ دی          | ایس                | فقط صدا، دوبلهٔ کره‌ای | [ ۷ ]  |
| ۲۰۱۳ | هوایی: یک پسر هیولا      | هوایی              |                      | [ ۸ ]  |
| ۲۰۱۴ | آقای پرفکت               | لی بیونگ جو        |                      | [ ۹ ]  |
| ۲۰۱۴ | تازا: کارت پنهان         | مردمک آگویی        | حضور افتخاری         | [ ۱۰ ] |
| ۲۰۱۵ | به قلبم شلیک کن          | لی سو میونگ        |                      | [ ۱۱ ] |
| ۲۰۱۵ | راه طولانی خانه          | کیم یونگ گوانگ     |                      | [ ۱۲ ] |
| ۲۰۱۷ | جنگجویان سپیده‌دم         | گوانگ‌هه‌گون         |                      | [ ۱۳ ] |
| ۲۰۱۷ | ۱۹۸۷: وقتی روز فرا می‌رسد | پارک جونگ چول      | حضور افتخاری         | [ ۱۴ ] |
| ۲۰۲۲ | آجوما                    | جه سونگ            | حضور افتخاری         | [ ۱۵ ] |
| ۲۰۲۲ | همدردی                   | کیم یونگ           |                      | [ ۱۶ ] |
| ۲۰۲۳ | نوریانگ                  | یی میون            | حضور افتخاری         | [ ۱۷ ] |
| TBA  | Hijacking                | TBA                |                      | [ ۱۸ ] |

## مجموعه تلویزیونی
| سال  | عنوان                       | شبکه     | نقش                                   | توضیحات                | منابع         |
| ---- | --------------------------- | -------- | ------------------------------------- | ---------------------- | ------------- |
| ۲۰۰۶ | می‌خواهم عشق بورزم           | اس‌بی‌اس   | بک مین هیونگ                          |                        |               |
| ۲۰۰۶ | یون گه‌سومون                 | اس‌بی‌اس   | جوانی کیم هون سون                     |                        |               |
| ۲۰۰۷ | ملکهٔ بازی                   | اس‌بی‌اس   | جوانی لی شین جون                      |                        |               |
| ۲۰۰۸ | ایلجیما                     | اس‌بی‌اس   | جوانی لی گیوم                         |                        | [ ۱۹ ]        |
| ۲۰۰۸ | تازا                        | اس‌بی‌اس   | جوانی کیم گون                         |                        |               |
| ۲۰۰۸ | گرومت                       | اس‌بی‌اس   | هوته                                  |                        | [ ۲۰ ]        |
| ۲۰۰۹ | هر کسی می‌تواند عاشق شود؟    | اس‌بی‌اس   | لی پوروم‌چان                           |                        |               |
| ۲۰۰۹ | جا میونگ گو                 | اس‌بی‌اس   | جوانی هودونگ                          |                        | [ ۲۱ ]        |
| ۲۰۰۹ | خورشید                      | اس‌بی‌اس   | جوانی کیم جونگ وو                     |                        |               |
| ۲۰۱۰ | خانوادهٔ آبرومند             | کی‌بی‌اس۱  | جوانی چوی گوک سون                     |                        | [ ۴ ]         |
| ۲۰۱۰ | غول                         | اس‌بی‌اس   | جوانی لی کانگ مو                      |                        | [ ۲۲ ]        |
| ۲۰۱۱ | بک دونگ سو دلاور            | اس‌بی‌اس   | جوانی بک دونگ سو                      |                        | [ ۲۳ ]        |
| ۲۰۱۱ | درختی با ریشه عمیق          | اس‌بی‌اس   | نوجوانی دول بوک                       |                        | [ ۲۴ ]        |
| ۲۰۱۲ | افسانه خورشید و ماه         | ام‌بی‌سی   | جوانی لی هوان                         |                        | [ ۲۵ ] [ ۲۶ ] |
| ۲۰۱۲ | دلم برات تنگ شده            | ام‌بی‌سی   | جوانی هان جونگ وو                     |                        | [ ۲۷ ]        |
| ۲۰۱۳ | ستاره سیب‌زمینی ۲۰۱۳کیوآر۳   | تی‌وی‌ان   | هونگ هه سونگ / نو جون هیوک            |                        | [ ۲۸ ]        |
| ۲۰۱۵ | مربای پرتقال                | کی‌بی‌اس۲  | جونگ جه مین                           |                        | [ ۲۹ ]        |
| ۲۰۱۶ | قمارباز سلطنتی              | اس‌بی‌اس   | شاهزاده یون اینگ                      |                        | [ ۳۰ ]        |
| ۲۰۱۷ | چرخه                        | تی‌وی‌ان   | کیم وو جین                            |                        | [ ۳۱ ]        |
| ۲۰۱۷ | دنیاهای بهم پیوسته          | اس‌بی‌اس   | سونگ هه سونگ                          |                        | [ ۳۲ ]        |
| ۲۰۱۹ | دلقک تاجدار                 | تی‌وی‌ان   | لی هون /ها سون                        |                        | [ ۳۳ ]        |
| ۲۰۱۹ | دوست‌پسر مطلق من             | اس‌بی‌اس   | یونگ گو                               |                        | [ ۳۴ ]        |
| ۲۰۱۹ | هتل دل لونا                 | تی‌وی‌ان   | گو چان سونگ                           |                        | [ ۳۵ ]        |
| ۲۰۲۰ | استارت آپ                   | تی‌وی‌ان   | جانگ یونگ شیل (فقط صدا) / هونگ جی سوک | حضور افتخاری (قسمت ۱۶) | [ ۳۶ ] [ ۳۷ ] |
| ۲۰۲۱ | فراتر از شیطان              | جی‌تی‌بی‌سی | هان جو وون                            |                        |               |
| ۲۰۲۲ | پیوند: بخور، عشق بورز و بکش | تی‌وی‌ان   | اون گه هون                            |                        | [ ۳۸ ]        |

## برنامه تلویزیونی
| سال  | عنوان                              | شبکه        | نقش               | توضیحات                                 | منابع  |
| ---- | ---------------------------------- | ----------- | ----------------- | --------------------------------------- | ------ |
| ۲۰۱۲ | من واقعی هستم، یو جین‌گو در ایتالیا | کیوتی‌وی     |                   |                                         | [ ۳۹ ] |
| ۲۰۱۶ | هدیه از جین‌گو اوپا                 | تی‌وی‌ان آسیا |                   | مستند دو قسمتی برای پروژهٔ هدیهٔ تی‌اوام‌اس | [ ۴۰ ] |
| ۲۰۱۸ | رستوران چرخ‌دار ۴                   | تی‌وی‌ان      | عضو گروه بازیگران | فصل ۱                                   | [ ۴۱ ] |
| ۲۰۲۰ | خانه روی چرخ                       | تی‌وی‌ان      | عضو گروه بازیگران | فصل ۱                                   | [ ۴۲ ] |
| ۲۰۲۱ | گرلز پلنت ۹۹۹                      | ام‌نت        | میزبان            |                                         | [ ۴۳ ] |

## برنامه اینترنتی
| سال  | عنوان         | نقش               | توضیحات                                     | منابع  |
| ---- | ------------- | ----------------- | ------------------------------------------- | ------ |
| ۲۰۲۳ | برادران پیاده | عضو گروه بازیگران | به همراه جو جی هون، ها جونگ وو و چوی مین هو | [ ۴۴ ] |

## تئاتر موزیکال
| سال  | عنوان           | نقش      | منابع  |
| ---- | --------------- | -------- | ------ |
| ۲۰۰۸ | گروه کر فرشتگان | لی وو ری | [ ۴۵ ] |

## راوی
| سال  | عنوان                                                                      | شبکه                   | توضیحات           | منابع |
| ---- | -------------------------------------------------------------------------- | ---------------------- | ----------------- | ----- |
| ۲۰۱۰ | گزارشگر ایالات متحده! به اتحاد آلمان می‌رود                                 | اسکول آی‌پی‌تی‌وی         | سخنرانی و راوی    |       |
| ۲۰۲۱ | گزارشگر ایالات متحده! به سمت تحول کشورهای اروپای شرقی می‌رود (بخش مجارستان) | اسکول آی‌پی‌تی‌وی         | سخنرانی و راوی    |       |
| ۲۰۱۲ | زندگی جدید برای کوکان                                                      | ام‌بی‌سی                 | راوی              |       |
| ۲۰۱۴ | کمک به کودکان در میانمار، دست امید برای نگه داشتن                          | ام‌بی‌سی                 | راوی              |       |
| ۲۰۱۴ | ای‌گه، فستیوال ۸ روزهٔ ۳ بعدی                                                | کی‌بی‌اس۱ (نسخهٔ سینمایی) | راوی              |       |
| ۲۰۱۵ | مستند دریایی، کوسه‌ها                                                       | کی‌بی‌اس۱                | راوی              |       |
| ۲۰۱۶ | اس‌بی‌اس اسپشال: فارغ‌التحصیلی - جوانانی که نمی‌توانند مدرسه را ترک کنند       | اس‌بی‌اس                 | راوی              |       |
| ۲۰۱۶ | خانه دوشیزه پرگرین برای بچه‌های عجیب (Korea Release Promotion)              |                        | راوی (رمان کره‌ای) |       |
| ۲۰۱۷ | مزرعهٔ حیوانات                                                              | اس‌بی‌اس                 | راوی (قسمت ۸۰۰)   |       |
| ۲۰۲۱ | دوکو اینسایت: زمین سرخ                                                     | کی‌بی‌اس۱                | راوی              |       |

## موزیک ویدئو
| سال  | عنوان                          | آرتیست     | منابع  |
| ---- | ------------------------------ | ---------- | ------ |
| ۲۰۱۲ | «به تو نیاز دارم» (I Need You) | کی. ویل    | [ ۴۶ ] |
| ۲۰۱۴ | «هنوز عاشق» (Still in Love)    | بک جی یونگ | [ ۴۷ ] |